# Megaselia boliviana
Megaselia boliviana är en tvåvingeart som först beskrevs av Günther Enderlein 1912.  Megaselia boliviana ingår i släktet Megaselia och familjen puckelflugor.
Artens utbredningsområde är Bolivia. Inga underarter finns listade i Catalogue of Life.